# Jądro (neuroanatomia)
Jądro (łac. nucleus) – część ośrodkowego układu nerwowego, będąca skupiskiem ciał komórek nerwowych o podobnej budowie, dającym się oddzielić od komórek sąsiednich.